# Assedio di Lilibeo (250 a.C.)
L'assedio di Lilibeo fu una fase intensa della prima guerra punica. Le forze terrestri romane che attaccavano la città e quelle cartaginesi - composte per lo più da mercenari- che la difendevano nonché parte delle flotte delle due città-stato furono a lungo impegnate in continui scontri.

## Situazione
Con la seconda battaglia di Palermo Cartagine vide il suo già non completo dominio sulla Sicilia eroso dai Romani. Nel 251 a.C. il territorio controllato dai Cartaginesi era ormai limitato alla porzione di costa siciliana che fronteggia l'Africa; da Trapani a Heraclea alle isole Egadi. Da tempo Roma aveva conquistato Agrigento e l'interno della Sicilia giungendo a Selinunte e, appunto, a Palermo. La Sicilia non occupata da Romani e Cartaginesi era controllata da Siracusa che con Gerone II si era schierata con Roma e ne supportava lo sforzo bellico fornendo l'essenziale appoggio logistico.
A Roma ci si era resi conto che la guerra in Sicilia poteva durare a lungo, che il mare non si poteva abbandonare alla predominanza punica e che per provare a giungere alla conclusione della guerra sarebbe stato necessario attaccare direttamente la città nemica. Ma per i Romani poter combattere in Africa significava mettere i Cartaginesi di Sicilia in condizione di non nuocere, di non poter ritornare in Africa e di essere lasciati senza alcun porto da cui poter fare vela per Cartagine.
La flotta romana che era stata quasi del tutto smantellata fu ripristinata e, col tempo, portata ad almeno duecento navi, le forze terrestri potenziate e portate in Sicilia.
Tenendo presenti queste necessità la guerra di Roma si spostò al Capo Lilibeo e alla città omonima: Cartagine per mantenere l'ultima base militare di un certo peso fu costretta a rispondere.

## Inizio dell'assedio
Nel 250 a.C., essendo consoli Gaio Atilio Regolo e Lucio Manlio Vulsone Longo, le truppe romane furono portate a Lilibeo e si accamparono
(Polibio, Storie, I, 42, BUR. Milano, 2001. trad.: M. Mari.)
In poco tempo i Romani abbatterono almeno sette torri e si diedero ad attaccare pesantemente le altre. L'azione di resistenza veniva dal comandante punico Imilcone che quotidianamente ingaggiava scontri sia provando a incendiare le macchine da assedio sia alzando e irrobustendo le fortificazioni sia difendendole con una guerra sotterranea. I cittadini e i diecimila mercenari sembravano però incapaci di resistere all'azione delle legioni che penetravano lentamente ma costantemente nelle difese cartaginesi.

## I tre Annibale
I mercenari, quindi, cominciarono a ritenere troppo impegnativo e pericoloso resistere all'attacco. I loro capi si accordarono per consegnare la città ai Romani e si recarono a parlare con gli assalitori. Polibio, di origine achea, non manca di sottolineare che fu un acheo, Alessone, il comandante mercenario che informò Imilcone del pericolo. Questi, riuniti i mercenari, li convinse con promesse di grandi doni a desistere dal progettato tradimento. Alessone fu mandato a comandare le truppe mercenarie tranne quelle celte che ebbero come ufficiale di collegamento Annibale, figlio di quell'Annibale Giscone che fu sconfitto ad Agrigento e che dopo la battaglia di Sulci fu ucciso dai suoi alleati Sardi. I mercenari rimasti in città respinsero con pietre e frecce i loro ex-comandanti che vennero a portare le offerte dei Romani e rimasero fedeli a Cartagine. Non fecero un buon affare e se ne accorsero qualche anno dopo quando, alla fine della guerra, per ottenere quanto pattuito e senza riuscirci, scatenarono una sanguinosa rivolta durata tre anni.
Pur senza essere a conoscenza del progettato tradimento, a Cartagine si conoscevano le necessità della base di Lilibeo e furono fatti i preparativi per aiutare Imilcone. L'allestimento di una flotta di cinquanta navi piene di soldati non fu un problema per la ricca città marinara. Il comando fu affidato ad Annibale figlio di quell'Amilcare che era stato sconfitto a Capo Ecnomo e poi a Adys.
Annibale, con diecimila soldati al seguito, stabilì una base alle isole Egadi, attese un vento favorevole ed impetuoso e con quella spinta fece vela verso Lilibeo. I Romani, sbigottiti dall'audacia del cartaginese furono incapaci di fermarlo. Fra i festeggiamenti della popolazione Annibale fece sbarcare i suoi soldati raddoppiando così le truppe dei difensori. Imilcone, comandante della città non attese che l'entusiasmo scemasse e che i rinforzi comprendessero a fondo la delicata situazione militare. Con un discorso infiammato incitò gli uomini a cercare lo scontro: dopo averli esortati a riposare e a obbedire ai loro comandanti, il giorno successivo portò fuori l'esercito e lo lanciò contro gli assedianti.
I Romani non furono colti impreparati; vista l'entità dei rinforzi si aspettavano un attacco e portarono aiuto dove si rivelava necessario. Ventimila Cartaginesi e "ancor più numerosi" Romani si scontrarono in una battaglia confusa.
(Polibio, Storie, I, 45, BUR. Milano, 2001. trad.: M. Mari.)
Nonostante l'ardore dei combattenti, i Cartaginesi non riuscirono a sferrare un colpo decisivo e i Romani riuscirono a mantenere il controllo delle opere da assedio ricacciando i nemici in città. 
Vista la situazione, a notte, Annibale lasciò Lilibeo e si recò dal comandante in capo della spedizione, Aderbale che si era stabilito a Trapani a centoventi stadi (poco più di 20 km) dalla città assediata. Qui uno dei notabili, Annibale Rodio (da Rodi) si propose di forzare il blocco di Lilibeo per ritornare con notizie precise. Anch'egli, con azione ardita e rapida, sfruttando venti e correnti favorevoli, raggiunse Lilibeo (Polibio ci fornisce perfino l'orario: l'ora quarta) e il giorno dopo salpò.
Il comandante romano, osservando i preparativi, predispose una flottiglia di dieci navi per impedire l'uscita. Nonostante tutto, Annibale Rodio riuscì con audacia e velocità a sfuggire ai Romani fermandosi addirittura al largo con i remi alzati in segno di sfida. Queste imprese provocatorie si ripeterono per giorni recando aiuti e informazioni fra Trapani e Lilibeo, turbando le truppe romane con la loro audacia. Imitatori di Annibale Rodio cominciarono a operare nello stesso modo e i Romani, incapaci di fermarne le gesta, provarono a chiudere il porto con un terrapieno. A causa delle correnti fu un lavoro quasi del tutto inutile; quasi perché in un punto riuscirono a creare un bassofondo che, essendo ignoto ai conoscitori della costa, una notte fece insabbiare e catturare una quadrireme. La notte successiva Rodio entrò nel porto e cercò poi di uscirne. La quadrireme catturata e fornita di un ottimo equipaggio dai romani riuscì a rimanere vicina alla nave di Rodio che dovette accettare il combattimento, fu sconfitto e catturato. Con due quadriremi di ottima fattura date in mano a equipaggi esperti i romani riuscirono, quindi, a ostacolare la navigazione dei nemici nelle acque di Lilibeo.

## Il vento combatte con Imilcone
L'assedio a terra continuava; i Cartaginesi riuscivano a resistere ma sembravano aver rinunciato a danneggiare le macchine da assedio romane. Un giorno, però, si levò un forte vento
(Polibio, Storie, I, 48, BUR. Milano, 2001. trad.: M. Mari.)
Alcuni mercenari (e Polibio sottolinea, greci) proposero ad Imilcone di sfruttare il vento che soffiava verso i nemici per incendiare le macchine. L'idea venne messa in opera e in tre punti i Cartaginesi riuscirono a far attecchire le fiamme. Il legname secco si incendiò facilmente e i Romani non riuscivano a spegnere le fiamme che il vento faceva allargare e aumentare. La fuliggine il fumo e le scintille venivano spinte verso di loro impedendo di vedere dove si poteva operare efficacemente. Ovviamente dalla parte degli assediati la situazione era capovolta; con il vento alle spalle avevano la visibilità migliore non erano colpiti dalle scintille, non correvano alcun rischio e addirittura il vento aumentava la forza di dardi, pietre e tutto ciò che veniva lanciato contro le opere.
(Polibio, Storie, I, 48, BUR. Milano, 2001. trad.: M. Mari.)
I Romani rinunciarono a questo tipo di attacco limitandosi a cingere la città con un fossato e un vallo e protessero l'accampamento con un muro. Gli assediati ripararono un muro crollato e coraggiosamente sostennero l'assedio.
La sconfitta in questa battaglia fra fumo e fiamme fece dirottare i successivi sforzi bellici dei Romani verso altre -anche se non lontane- aree contese. L'assedio di Lilibeo continuò per altri otto anni, fino al termine della prima guerra punica nel 241 a.C.

## Fonti
- Polibio, Storie, Bur, Milano, 2001, trad.: M. Mari..